# Punggasan
Punggasan is een bestuurslaag in het regentschap Zuid-Pesisir van de provincie West-Sumatra, Indonesië. Punggasan telt 4489 inwoners (volkstelling 2010).